# Yū Hasegawa
Yū Hasegawa (長谷川 悠?, Hasegawa Yū; Masuho, 5 luglio 1987) è un ex calciatore giapponese, di ruolo attaccante.